# Saldula kauaiensis
Saldula kauaiensis är en insektsart som beskrevs av Cobben 1980. Saldula kauaiensis ingår i släktet Saldula och familjen strandskinnbaggar. Inga underarter finns listade i Catalogue of Life.